# Arved Fuchs
Arved Fuchs (Bad Bramstedt, 26 avril 1953- ) est un explorateur polaire et écrivain allemand.

## Biographie

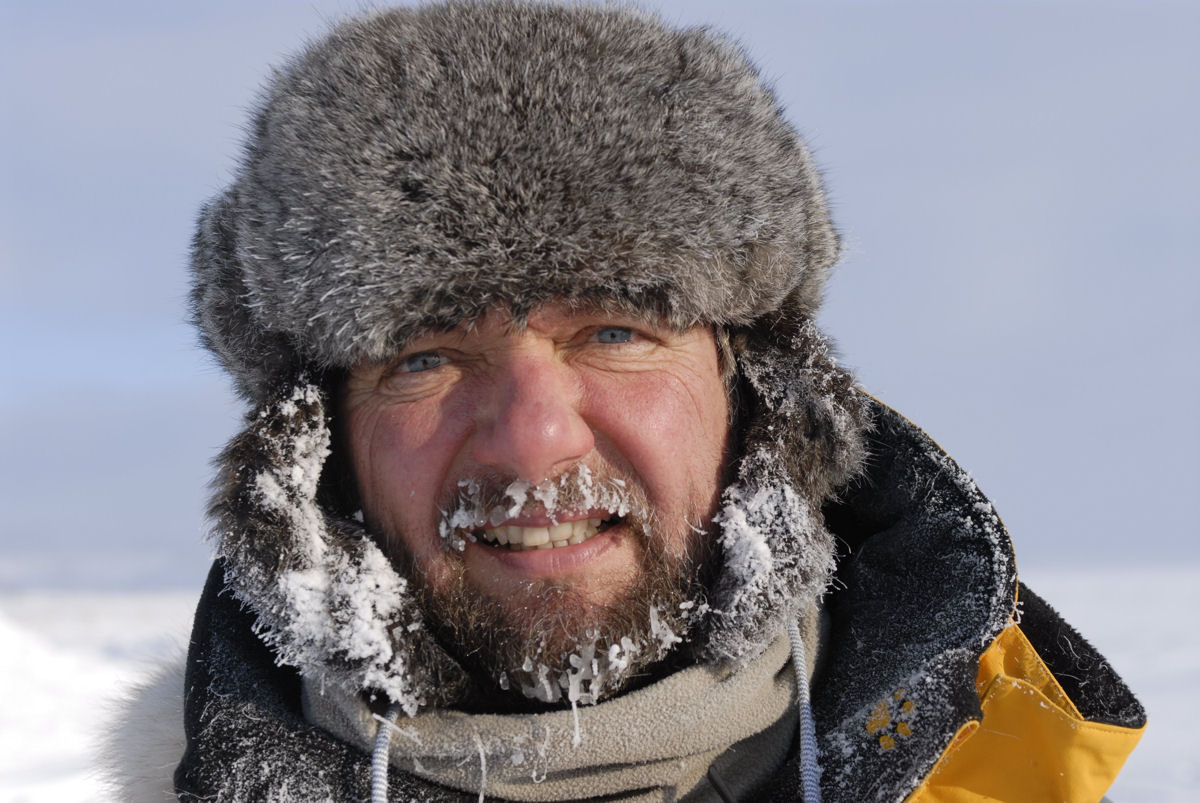
Arved Fuchs en mars 2006

Après des études à la Fachhochschule Flensburg, il débute dans l'exploration arctique dès 1977. En 1979, il visite la côte ouest du Groenland et, en 1980, échoue dans un premier essai d'atteindre le Pôle Nord à pieds. En 1983, il suit les traces de l’expédition de 1930 d'Alfred Wegener à travers l'inlandsis groenlandais, en traîneau à chien et en 1984, passe le cap Horn sur kayak démontable.
En 1989, il achète le navire d'expédition Dagmar Aaen.
Le 30 décembre 1989, il est le premier à atteindre avec Reinhold Messner le pôle Sud à skis, avec pour seules aides des parachutes.
En 1995-1996, il fait le tour de l'Amérique à la voile, en 2002, franchit le passage du nord-est et en 2003-2004 le passage du nord-ouest (qu'il avait déjà franchi en 1993).
En 1997-1998, il voyage au Spitzberg qu'il survole en montgolfière et hiverne dans le détroit de Scoresby au sud du Groenland. En 2000, il navigue dans les eaux de l'Antarctique sur une réplique du James Caird et traverse à pieds la Géorgie du sud.
Il est ambassadeur de la UN-Dekade Biologische Vielfalt et de la Stiftung Klimawald. 

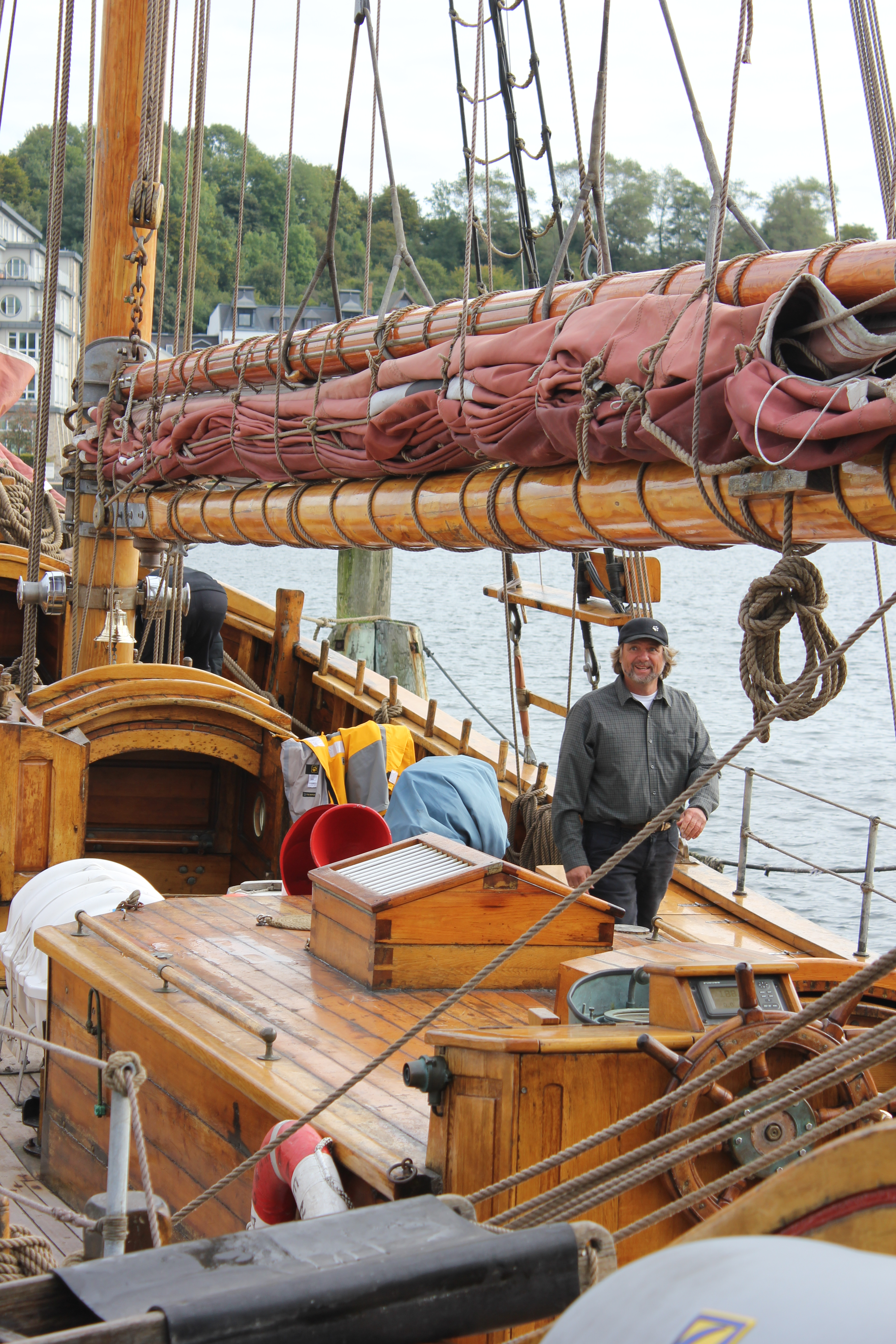
Arved Fuchs sur le Dagmar Aaen à Flensburg (2013)

## Œuvres
- Abenteuer Arktis, 1982
- Spuren im Eis, 1992
- Greenland Northeast : A Journey of Discovery in the Past, 1996
- Im Faltboot um Kap Hoorn, 1999
- Abenteuer russische Arktis, 1999
- Im Schatten des Pols, 2000
- Wettlauf mit dem Eis, 2001
- In Shackleton's wake, 2001
- In de schaduw van de zuidpool, 2001
- Abenteuer zwischen Tropen und ewigem Eis, 2003
- Von Pol zu Pol, 2003
- Kälter als Eis, 2003
- Grenzen sprengen, 2004
- Lachen verboten, (avec Jasmin Wagner, Julia Westlake), 2004
- Nordwestpassage – Der Mythos eines Seeweges, 2005
- Der Weg in die weiße Welt, 2006
- Die Spur der weißen Wölfe, 2007
- South Nahanni, 2008
- Kein Weg ist zu weit – Die Geschichte der Dagmar Aaen, 2009
- Blickpunkt Klimawandel – Gefahren und Chancen, 2010
- Nordatlantik - Eine Entdeckungsfahrt, 2011
- Polarlicht in den Segeln - Eine Winterreise zu den Lofoten, 2013